# Matricaria matricarioides
Matricaria matricarioides là một loài thực vật có hoa trong họ Cúc. Loài này được (Less.) Porter mô tả khoa học đầu tiên năm 1894.

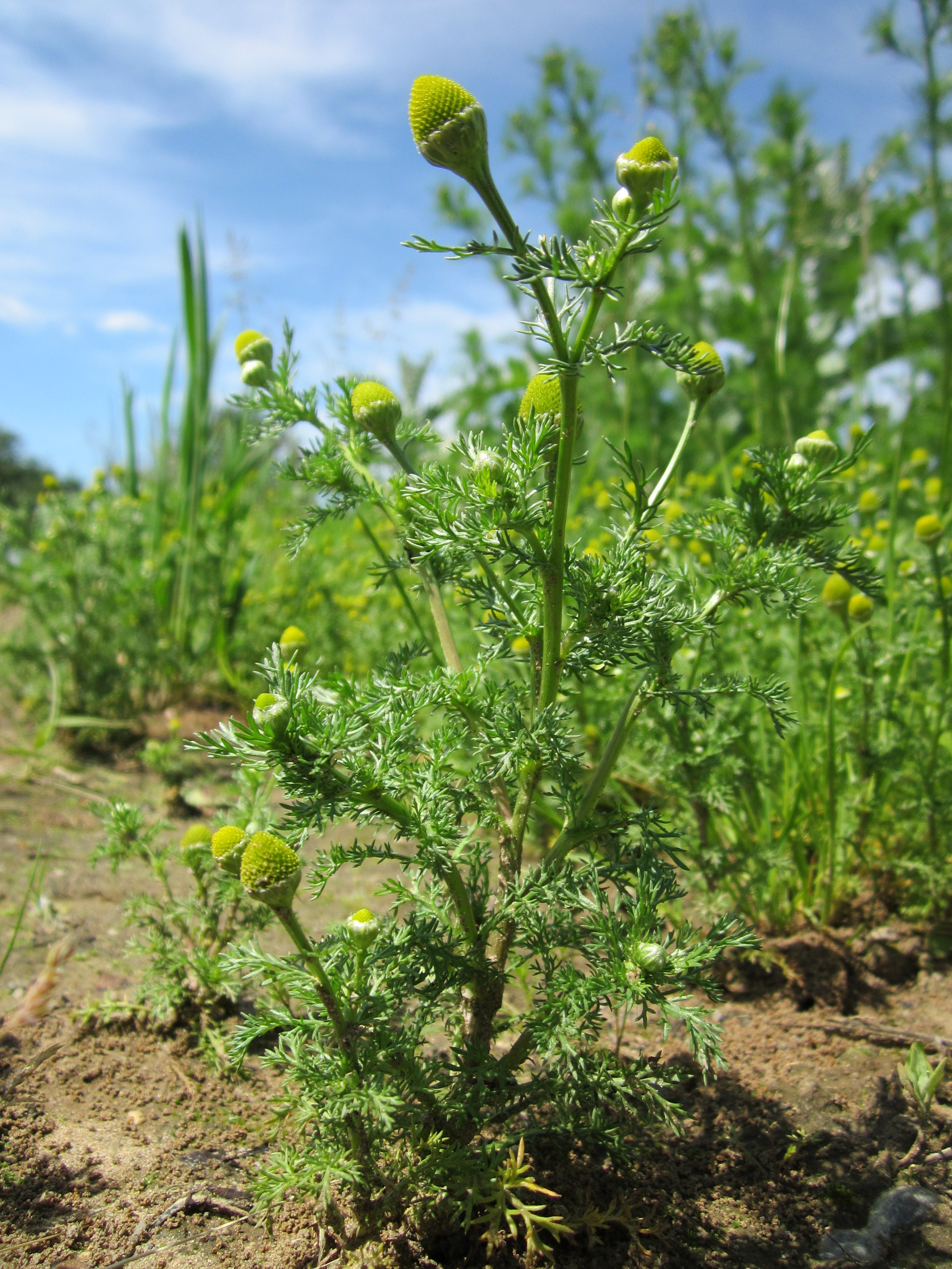
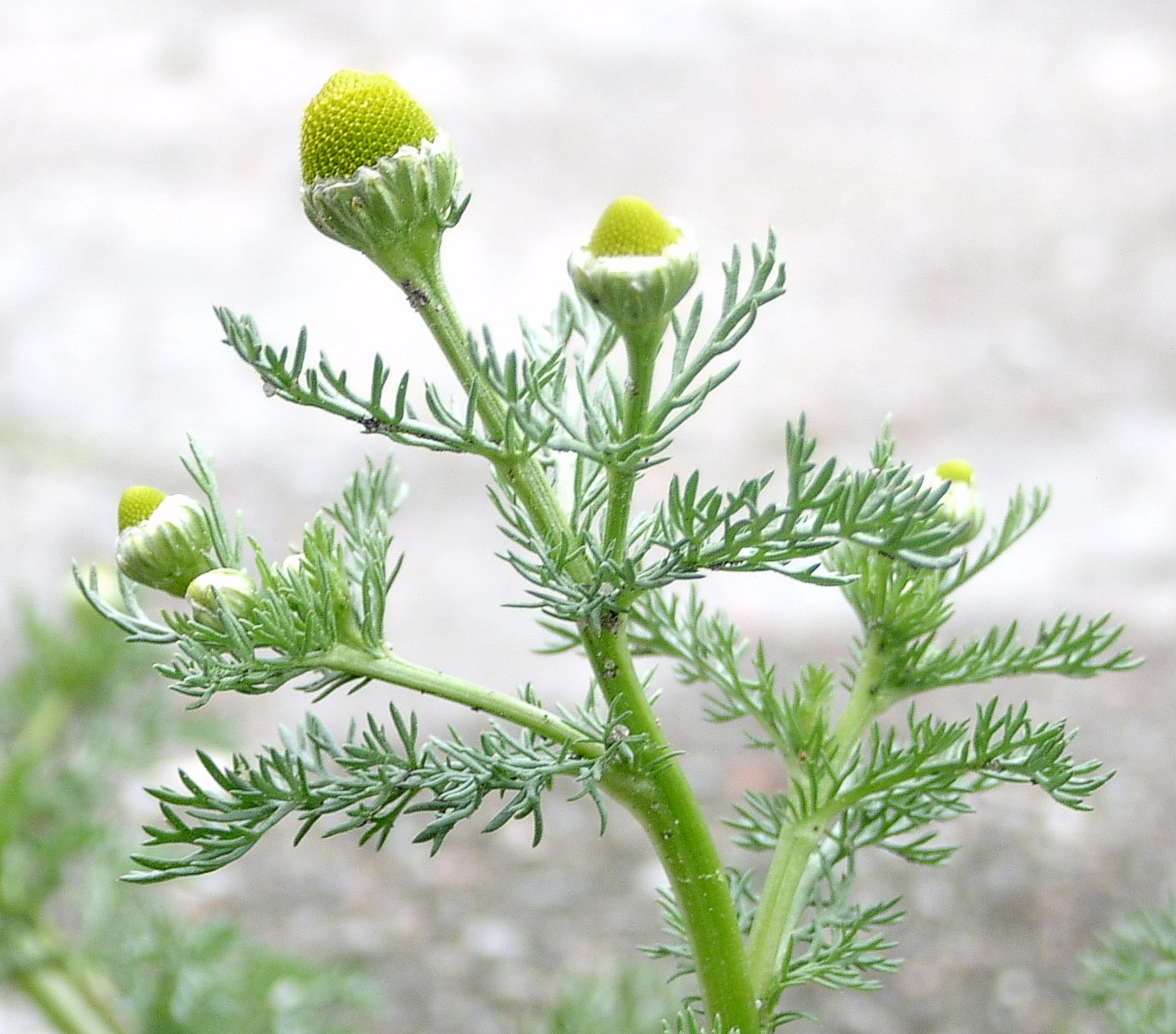
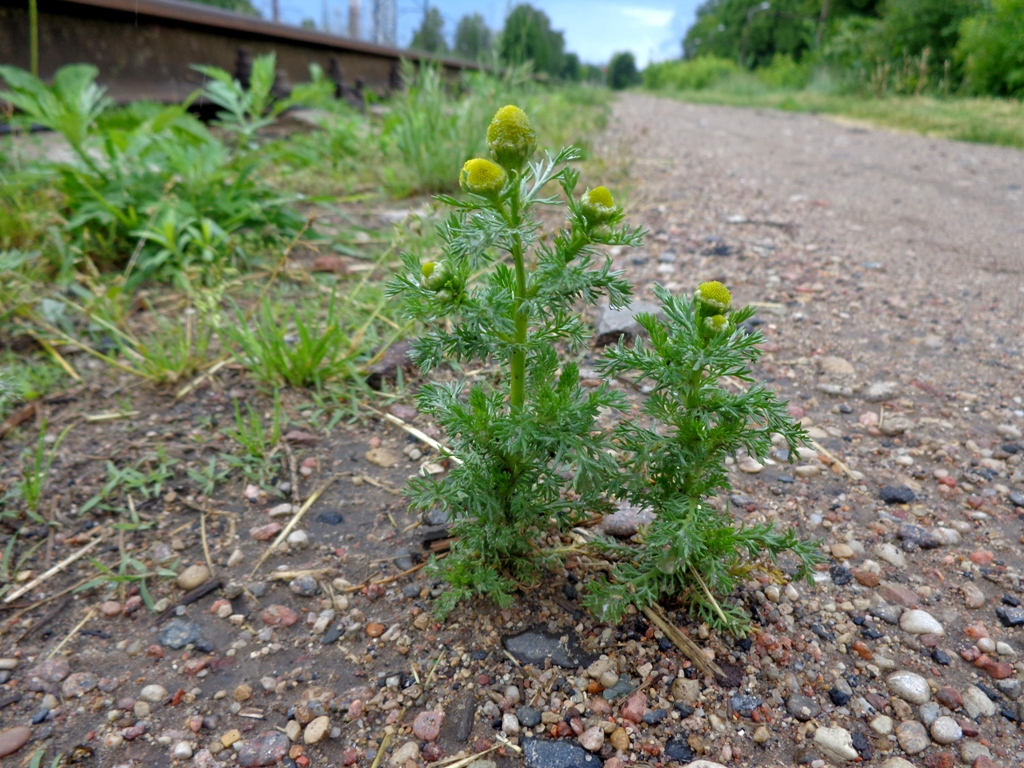
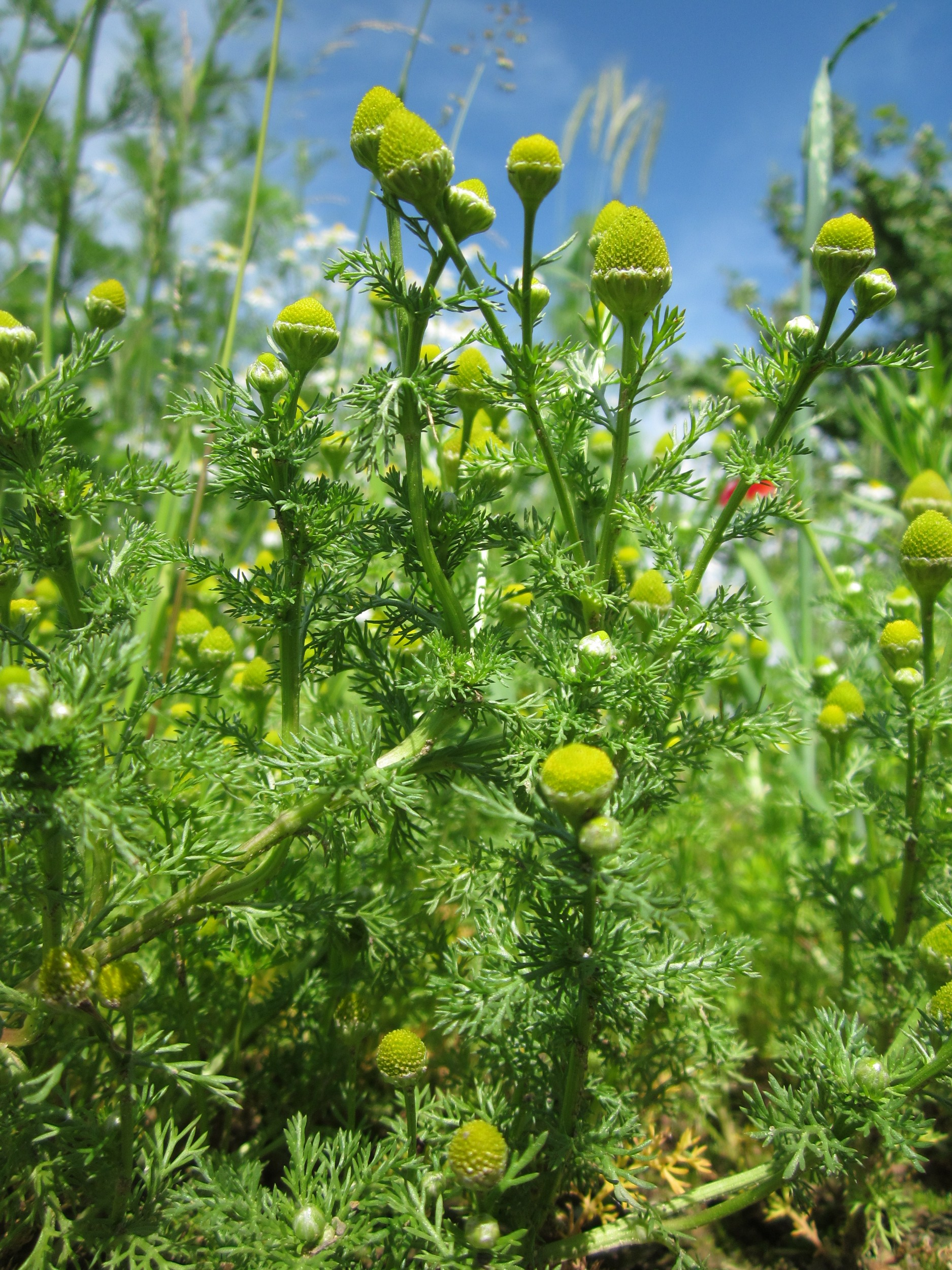
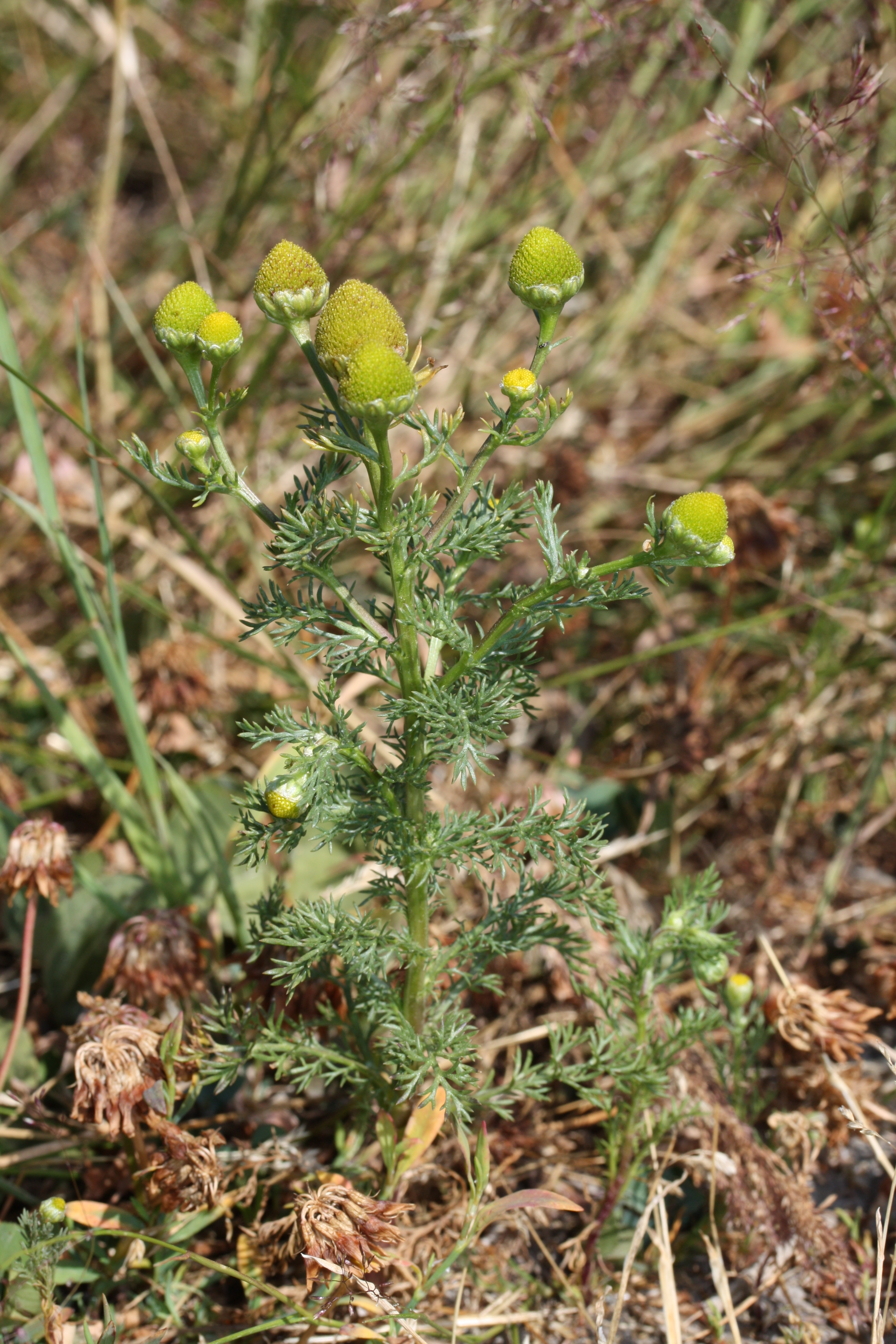
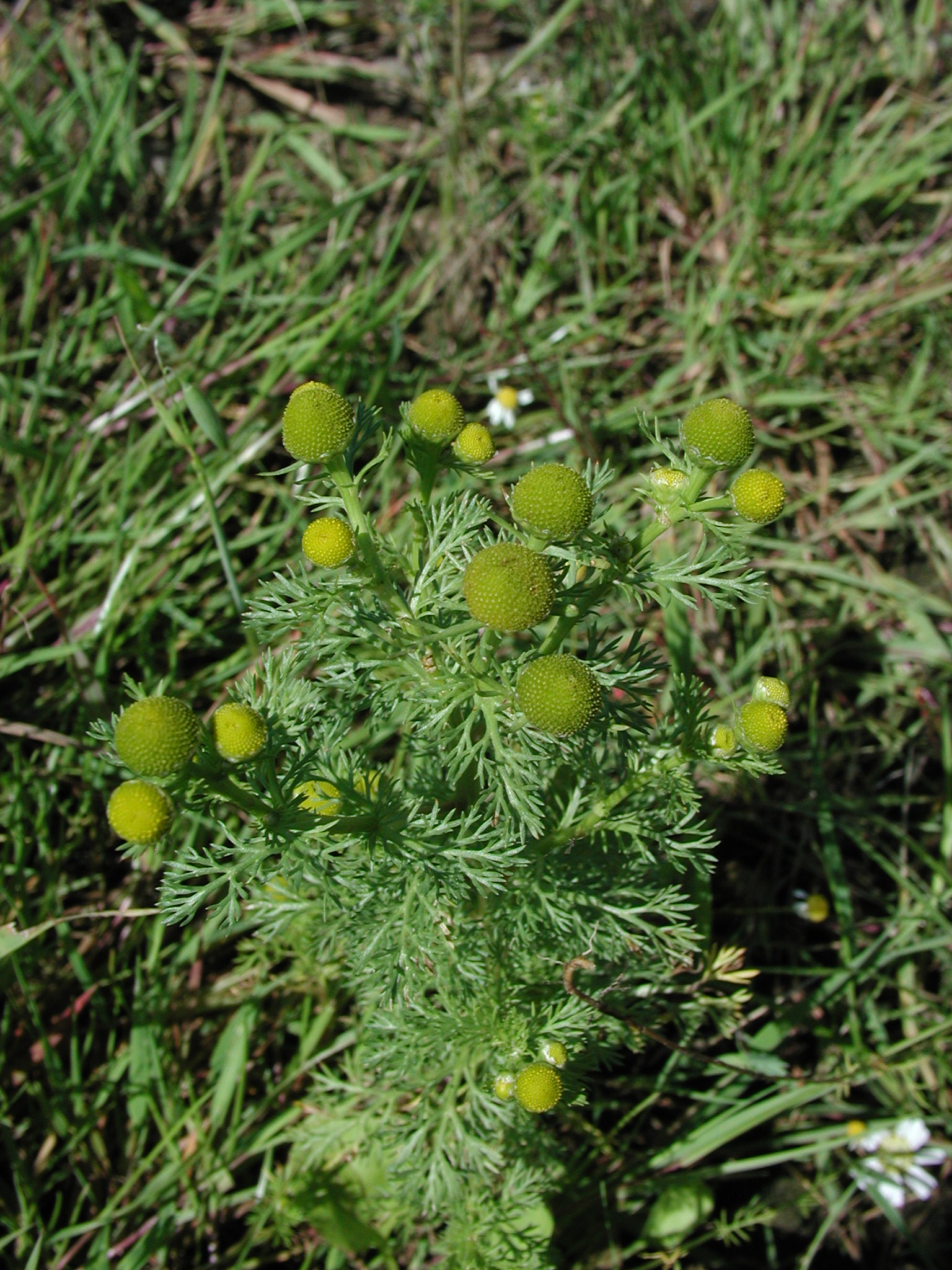
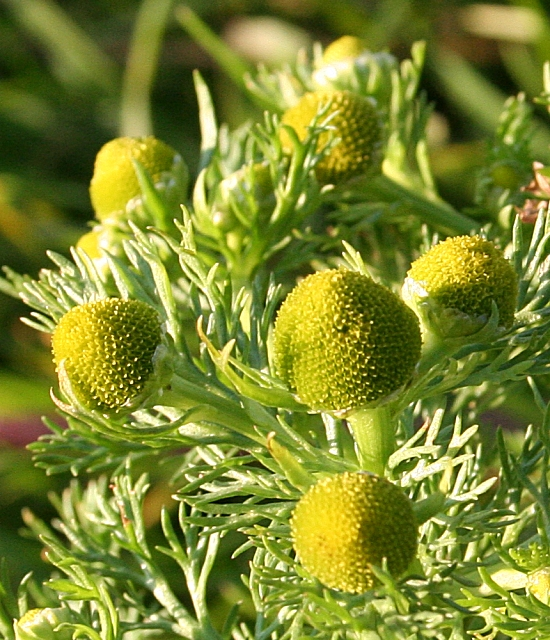
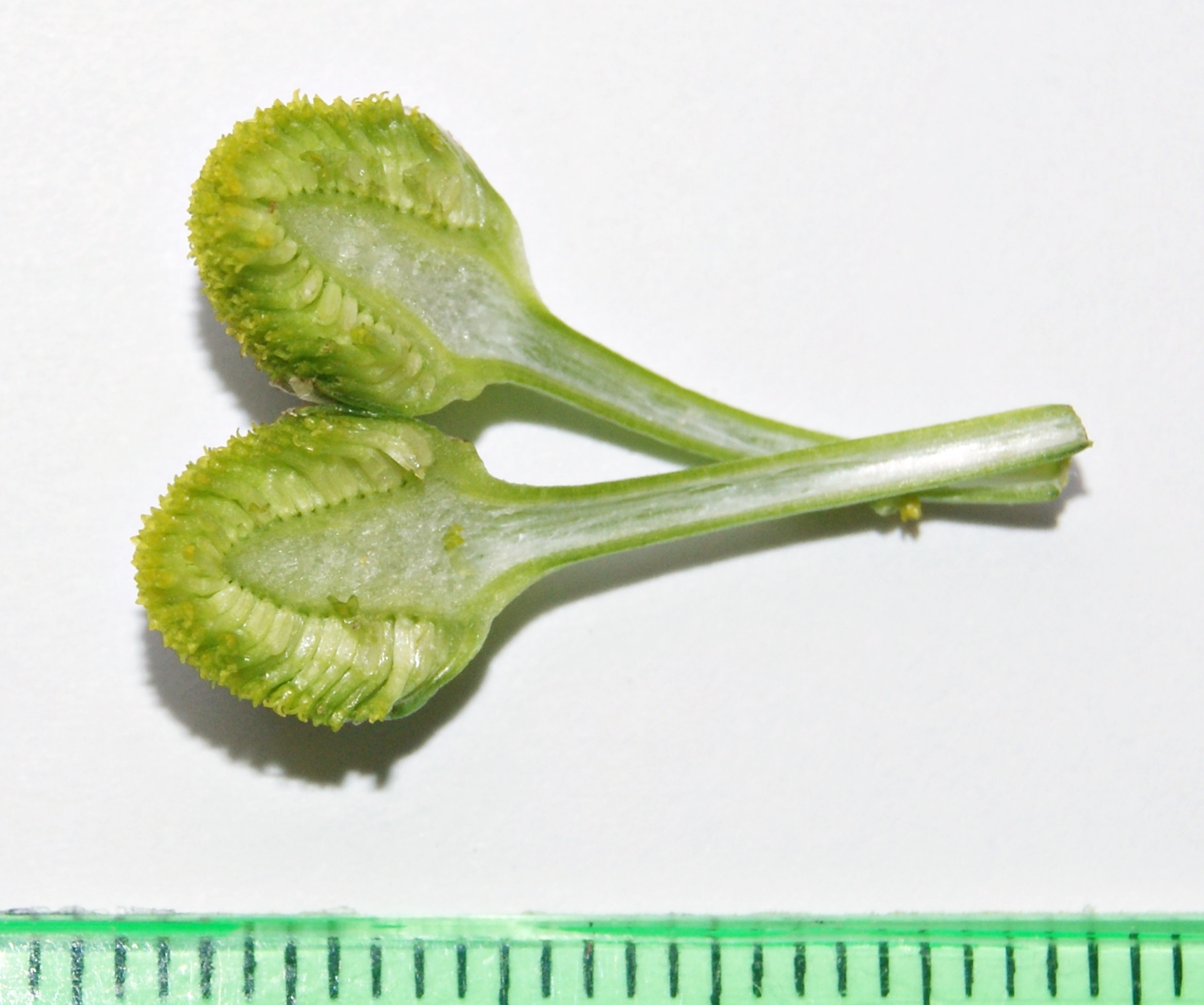